# Visbur
Visbur (mort à Gamla Uppsala), également connu sous le nom de Wisbur, est un roi légendaire de Suède appartenant à la dynastie des Ynglingar.
Il est le fils de Vanlandi.

## Biographie
Son nom signifie « fils incontestable » en vieux norrois.
Sa vie est principalement relatée dans la Saga des Ynglingar.
Il épouse la fille d'Auðr le Riche avec qui il a deux fils, Gisl et Ondur, puis la quitte et en épouse une autre qui lui donne un fils, Domalde.
Lorsque les fils de sa première femme viennent le voir pour lui demander la dot de leur mère, Visbur refuse. Furieux, Gísl et Öndur mettent le feu à sa demeure, et Visbur meurt dans l'incendie.
Domalde lui succède.

## Famille

### Mariage et enfants
D'une première union avec la fille d'Auðr le Riche, il eut :
- Gísl ;
- Öndur.

Avec sa seconde épouse, de nom inconnu, il eut :
- Domalde.

Avec une épouse inconnue, il eut selon certaines sources : 
- Hod.

## Galerie

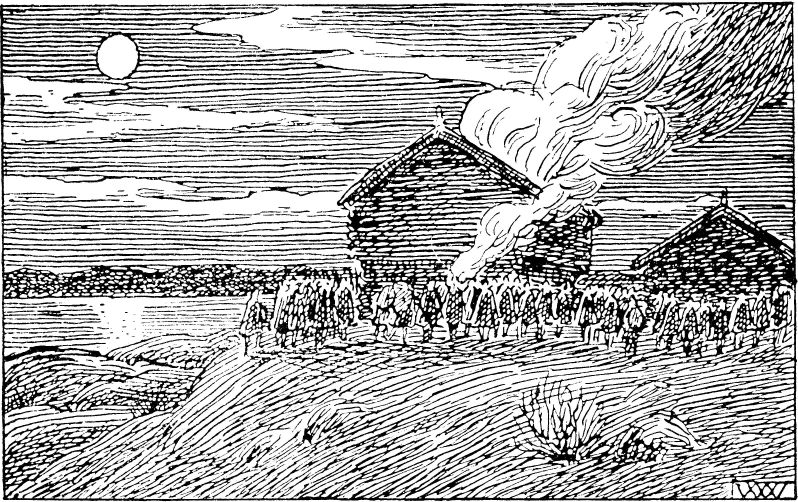
Mort de Visbur dans l'incendie de son palais (par Wilhelm Wetlesen pour la Heimskringla, 1899).

### Sources
- Snorri Sturluson, La Saga des Ynglingar [détail des éditions].